# Playa de la Barrosa

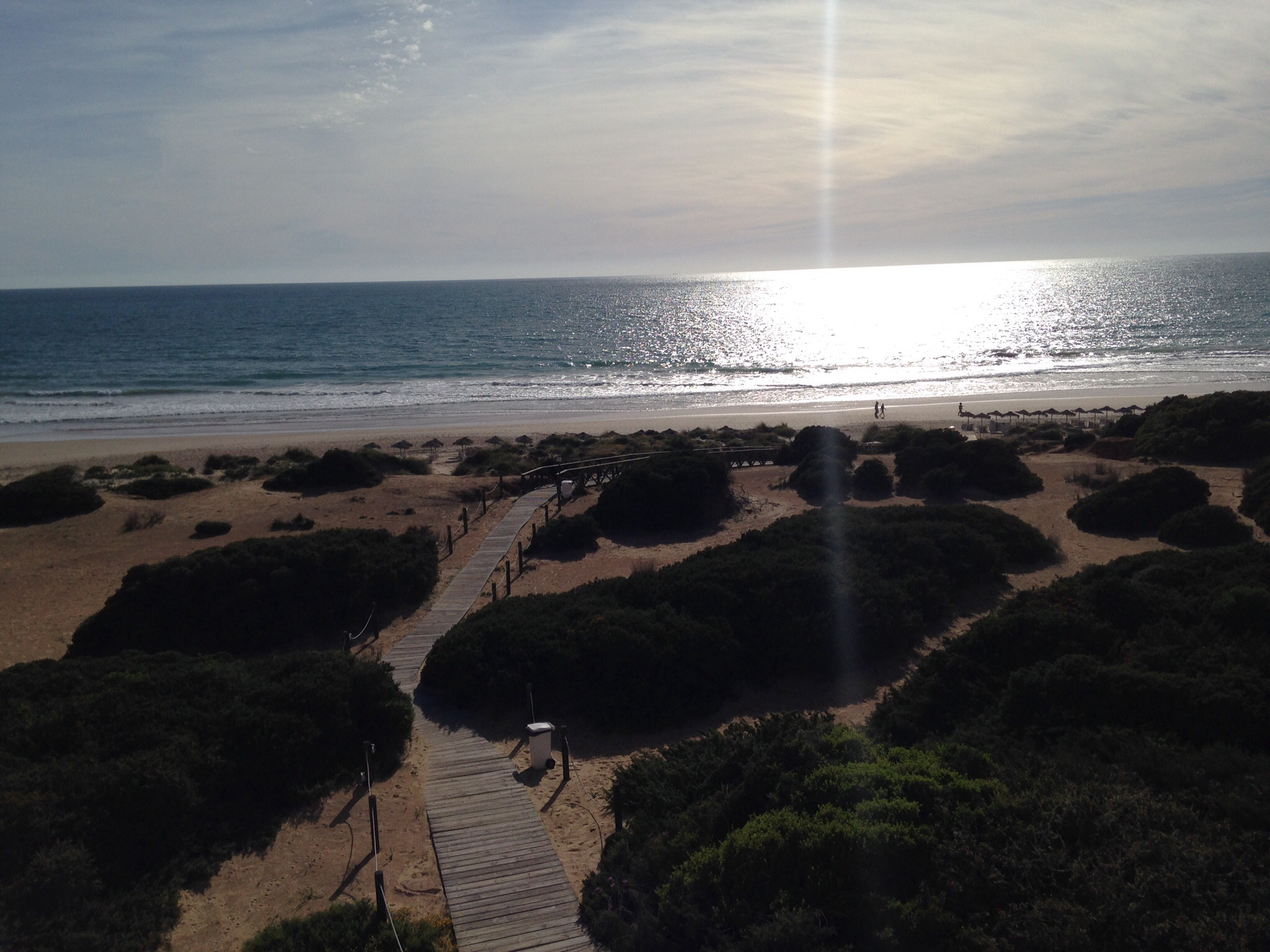
Playa de la Barrosa, Andalusien

Playa de la Barrosa ist ein sechs Kilometer langer Strand in Chiclana de la Frontera (Spanien) an der Costa de la Luz. Der Strand gehört zur Provinz Cádiz und liegt an der andalusischen Atlantikküste. Nahe dem Dorf Sancti Petri ist er durch eine Klippe von der Playa de Sancti Petri im Norden getrennt, im Süden geht er in den Strand „Loma El Puerco“ über, welcher weitere zwei Kilometer zu dem insgesamt acht Kilometer langen Sandstrand addiert.

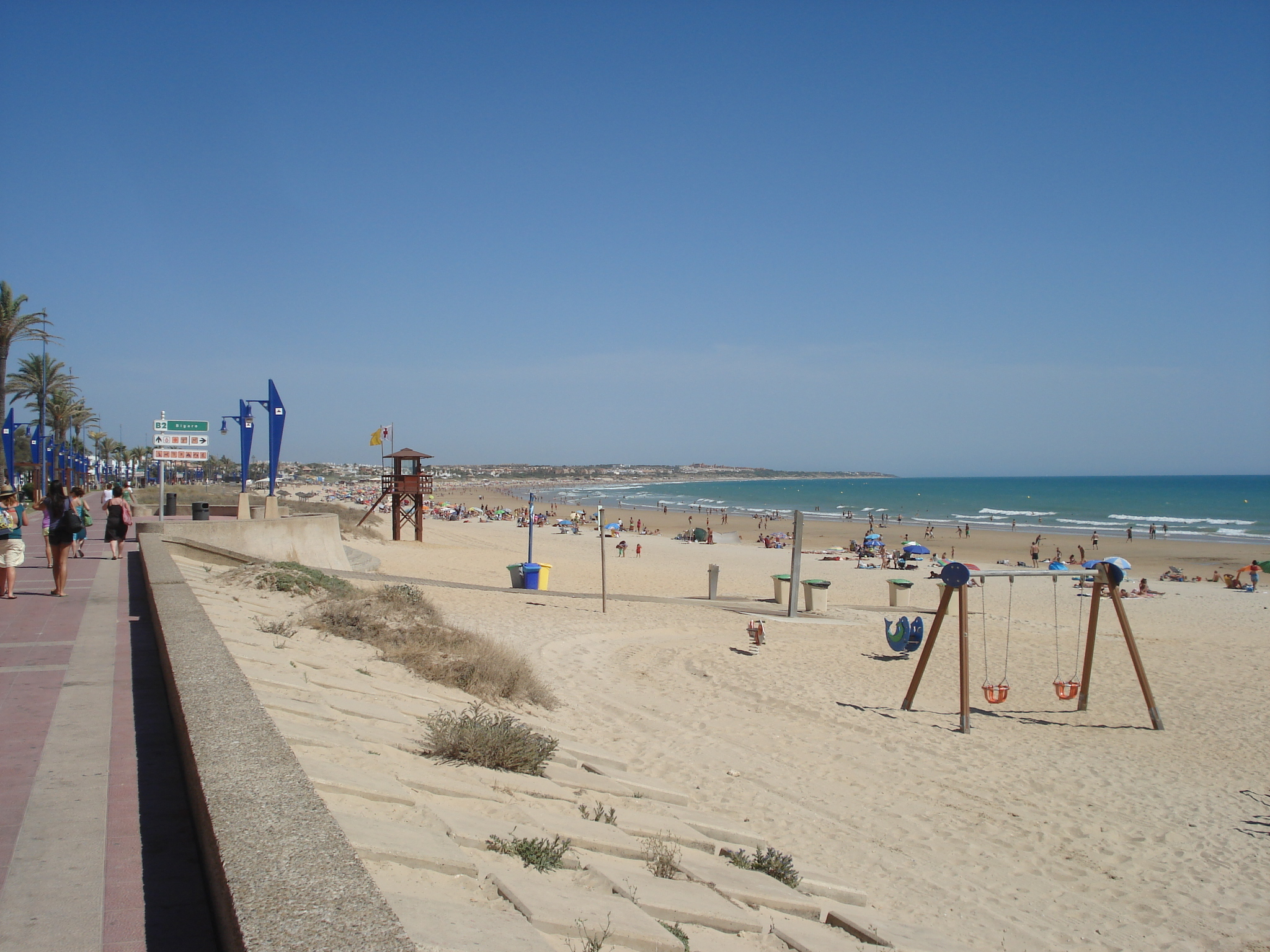
Strandpromenade, Paseo Maritimo

## Lage und Geografie
Der Ferienort Novo Sancti Petri liegt am südlichen Ende der Playa de la Barrosa. Eingerahmt wird der Strand von zwei Verteidigungstürmen, dem Torre Bermeja im Norden und dem Torre del Puerco im Süden.
Feiner Sand zieht sich über den gesamten Strand „Playa de la Barrosa“. Er gehört aufgrund seiner Lage und Länge zu den beliebtesten Reisezielen in Andalusien. An der Nordseite schließt eine Strandpromenade Paseo Maritimo den Strand ab. Im weiteren Verlauf führen Holzstege durch die unter Naturschutz stehenden Dünen an den Strand.
Der erste von drei Strandabschnitten liegt nahe der Burg Sancti Petri und des Jachthafens sowie dem Dorf Sancti Petri. Der zentrale Bereich hat eine Strandpromenade, an der zahlreiche Geschäfte und Bars zu finden sind.
Der dritte Strandabschnitt liegt vor der Feriensiedlung Novo-Sancti-Petri, die durch einige Hotels gekennzeichnet ist, die in den vergangenen 20 Jahren gebaut wurden. Um das Strandbild zu schützen, sind diese in der Bauhöhe auf wenige Stockwerke begrenzt worden.
Etwa 1,5 km von der Küste entfernt liegt eine Insel mit der historischen Festung von Sancti Petri, die mit Ausflugsbooten vom Hafen in Sancti Petri erreicht werden kann.

## Sport und Aktivitäten
Während der Sommersaison wird die Strandwache vom spanischen Roten Kreuz gestellt. An der Playa de la Barrosa bestehen ausschließlich motorfreie Wassersportmöglichkeiten. Die Golfplätze in Strandnähe zählen zu den schönsten in Andalusien.

## Geschichte
Im Jahre 1811 fand an der Playa de la Barrosa die Schlacht von Chiclana und La Barrosa statt; sie markiert einen wichtigen Meilenstein im spanischen Unabhängigkeitskrieg. Anglo-spanische Truppen schlugen Napoleon in der Schlacht vernichtend.

## Auszeichnungen
Die Playa de la Barrosa ist mit der blauen Flagge der europäischen Union ausgezeichnet. Ein Strandgebiet wird mit dieser Flagge ausgezeichnet, wenn die Sauberkeit des Badewassers besonders hoch ist. Der Strand erhält diese Auszeichnung seit 1988. Im Jahr 2021 bekam die Playa de la Barrosa auch die Q-Flagge sowie 2022 die Ecoplayas-Flagge. Diese zeichnen die Strandqualität im Hinblick auf Tourismus-, Nachhaltigkeits-, sowie weitere Umweltfaktoren aus.